# گویش گرگانی
زبان گرگانی یا جرجانی یکی از گویش‌های ایرانی که در جرجان بدان صحبت می‌شده‌است.
ابوعبدالله مقدسی می‌گوید: «زبان کومش و جرجان به هم نزدیک است. ها بکار می‌برند و می‌گویند هاکن و هاده و آن را حلاوتی‌ست، و زبان مردم طبرستان بدانها نزدیک است مگر در آن شتاب است».
دانشنامه ایرانیکا گویش گرگانی را گویشی از زبان مازندرانی یا گویشی بسیار نزدیک به آن می‌داند.
این گویش هم‌اکنون منقرض شده‌است. گرگانی قرابت بسیاری با زبان مازندرانی و گویش‌های سمنانی داشته‌است.لغت‌نامه دهخدا نیز گویش قدیم گرگانی را جزوی از زبان مازندرانی و گویش‌های سمنانی دانسته و تصریح کرده‌است که هنوز هم در گرگان و روستاهای اطراف گرگان گویشوران زبان مازندرانی زندگی می‌کنند.
به نظر میرسد گویش گرگانی در جرجان قدیم (شهری در نزدیکی گنبد) گویش میشده است و در استرآباد (گرگان فعلی) گویش استرآبادی گویش میشده که هردو گویش چند قرن پیش منقرض شده اند.
حبیب برجیان، زبان‌شناس معاصر، احتمال می‌دهد منبع فخرالدین اسعد گرگانی در نوشتن منظومهٔ فارسی ویس و رامین، نسخه‌ای از این داستان به زبان گرگانی بوده باشد که در آن زمان به زبان «پهلوی» شناخته می‌شد. بسیاری از نوشته‌های حروفیان به این گویش بوده‌است.

## تاریخچه و ادبیات
زبان منقرض شدهٔ گرگانی روزگاری در جایی که امروز استان گلستان و ترکمن صحرا نامیده می‌شود، متداول بود و شهر گنبد کاووس کنونی به نام گرگان شناخته می‌شد. نخستین اشاره‌ها به وجود زبان گرگانی در سدهٔ دهم هجری قمری وجود دارد. در حدود العالم آمده‌است: «استرآباد شهری است بر هامون نهاده… و ایشان به دو زبان سخن می‌گویند: یکی به لوترا[ی] استرآبادی و دیگری به پارسی گرگانی» که حبیب برجیان منظور از «لوترای استرآبادی» را نامفهوم می‌داند و «پارسی گرگانی» را همان زبانی دانسته که بعدتر حروفیان از آن بهره جستند. مقدسی هم در اثر خود به این زبان اشاره کرده‌است و آن را نزدیک به زبان طبری و کومشی معرفی می‌کند. فخرالدین اسعد گرگانی، شاعر منظومه ویس و رامین، در قرن پنجم مثالی از «زبان پهلوی» آورده و می‌گوید «خور آسد در پهلوی یعنی خور آید» که برجیان دریافته منظور از پهلوی، در اینجا زبان گرگانی است زیرا «آس» بن مضارع آمدن در زبان‌های پارتی، سغدی، پامیری و گرگانی است که در آن دوره به جز گرگانی، یا زبان‌هایی مرده بودند یا به آن‌ها پهلوی گفته نمی‌شد. همچنین اثری به نام گنیزه قاهره کشف شده‌است که متنی یهودی با خط عبری و زبانی ترکیبی از زبان آرامی و زبان‌های ایرانی است. این اثر با آن که از آثار گرگانی متفاوت است، ولی نزدیک‌ترین گونهٔ شناخته شده به این زبان است و از این رو، آن را «گرگانی یهودی» نامیده‌اند.
آثار چندانی از زبان گرگانی بر جای نمانده‌است و مهم‌ترین بقایای این گویش آثار فضل‌الله نعیمی بوده‌است که در رابطه با فرقهٔ مذهبی حروفیه می‌باشد. همچنین تنها چند واژه به این گویش در میان کتاب ذخیره خوارزمشاهی و الاغراض الطبیه هم مشاهده شده‌است. در میان آثار حروفیه، کتاب‌های جاودان نامه، نوم‌نامه، محبت‌نامه و محرم‌نامه دارای گویش گرگانی هستند که سه اثر نخست به فضل‌الله نعیمی و مورد آخر به داماد او، امیر اسحاق، تعلق دارد. همچنین یک کتاب به نام لغت استرآبادی به عنوان واژه‌نامه‌ای کمکی برای پیروان این فرقه تألیف شده‌بود.
مطالعه روی گویش منقرض‌شدهٔ گرگانی توسط کلمنت آوار (۱۹۰۹) و صادق کیا (۱۹۵۱) انجام شد. صادق کیا از کتاب‌های مذکور گرگانی در تهیهٔ واژه‌نامهٔ گرگانی استفاده نمود. آوار هم کتاب محرم‌نامه که بیشتر از دیگر آثار گویش گرگانی را نشان می‌داد، را با خط عربی-فارسی و با توضیحات مختصر فرانسوی منتشر کرد.

### آثار حروفیه
پنج اثر حروفیه به زبان گرگانی به جای مانده‌است:
1. جاودان نامه کبیر، اثر فضل‌الله استرآبادی از ۷۸۸ به بعد است. زبان این اثر به شدت با فارسی درآمیخته است و برخی از صفحات تماماً فارسی هستند. خلاصه‌ای از آن با نام جاودان نامه صغیر هم به فارسی تدوین شده‌است. صادق کیا بخشی از آن را با ترجمه منتشر کرده‌است.
2. نوم‌نامه فضل‌الله در این اثر خواب‌های خود را شرح داده و به پیشگویی و الهامات و پاسخ به استفتائات پرداخته‌است. زبان این اثر کمتر با فارسی مخلوط است. کیا این اثر را نیز با ترجمه فارسی منتشر کرد.
3. محبت‌نامه بعضاً تکراری از جاودان‌نامه با زبانی آمیخته‌تر است و کلمات اصیل گرگانی در آن بسیار اندک هستند.
4. محرم‌نامه اثر امیر اسحاق، داماد فضل‌الله و معروف به مرشد خراسان است. این کتاب تماماً به زبان گرگانی است و متن سالم‌تری نسبت به آثار فضل‌الله دارد و از لحاظ املایی و صرف متفاوت از آن‌ها است. این متن توسط آوار به فرانسوی ترجمه شد و کیا آن را نقد کرد.
5. لغت استرآبادی این واژه‌نامه را پیروان حروفیه برای درک بهتر متون پیشین خود، در زمانی نامعلوم نگاشته‌اند.
6. به جز موارد بالا، آثار پراکندهٔ دیگری هم به زبان گرگانی وجود دارد. به‌طور مثال در کرسی‌نامه بیت دو زبانهٔ زیر موجود بود که مصراع اول آن به گرگانی است:

| از خنان نطق سره حرفی بواژ |  | منکر این نطق گو می‌خوای ژاژ |

استفاده از زبان محلی در آثار مذهبی، در سوی دیگر مازندران، در میان زیدیه هم رواج داشت ولی مشخص نیست که حروفیان و زیدیان از رویکرد یکدیگر مطلع بوده‌اند یا خیر. متونی که حروفیه به زبان گرگانی نوشتند بسیار آمیخته با زبان فارسی است و از لحاظ لغوی فقیر است. حبیب برجیان تخمین می‌زند واژگان اصیل آن به چهارصد کلمه هم نمی‌رسد؛ او انگیزه‌ی حروفیان از به کار گیری این زبان را پایان دوران عربی‌نویسی می‌داند و می‌گوید «فضل‌الله و یارانش به دنبال زبانی اسرارآمیز برای دعوت خود بودند تا بی‌مایگی‌شان در سخن پوشیده بماند. از این رو، علاوه بر تعداد زیادی نشانه‌های رمزی، زبان مادری خویش را برگزیدند.» برجیان همچنین با توجه به تألیف یک لغتنامه فارسی-گرگانی، احتمال می‌دهد که زبان گرگانی در همان زمانه هم زبانی رو به افول بود که پیروان فضل‌الله مجبور به تدوین فرهنگی برای آن شدند.

## دستور زبان
به خاطر آمیختگی زیاد آثار به جای مانده از زبان گرگانی با فارسی، نمی‌توان بنا بر این متون شیوهٔ نحو زبان را فراجست؛ به همین خاطر با کمک از رده‌شناسی جغرافیایی و تطبیق با زبان‌های همسایه، بدان دست یافته‌اند.
حرف جمع در این زبان پسوند «ان» بوده، مثل «جنان» (زنان)، «خنان» یا «اونان» (ایشان) و «دیران» (دیگران). نشانه نکره پیشوند «هی‍» بوده‌است، مثل «هیچی» یا «هیجی» (چیزی)، «هیکار» (کاری)، «هیتن» (کسی) و «هیاکاه» (جایی).
مفعول با نشانهٔ پسوند ‍«‍ه» یا گاهی «‍ا» و پس از مصوت میانجی «‍و» یا گاهی «‍ی‍» می‌گیرد، مثل «دیمَ» و «دیمه» (روی را)، «هَمَوَ(ه)» (همه را)، «خوَ» یا «خوا» (او را)، «اسبا» (اسب را)، «آدمیا» (آدم را).
حالت اضافی و ملکی با پسوند «‍ن» می‌آیند و مضاف‌الیه عموماً پیش از مضاف قرار می‌گیرد، مثل «آدمن دیمی» (روی آدم است) یا «در روژن گردش خو[ر] در آسه» (در گردش روز خورشید درآید).
در کل چیدمان نحوی هسته با صفت و نام (مضاف) و حروف اضافه در گرگانی برعکس فارسی است و هسته اغلب در پایان ترکیب می‌آید، مثل «شل مرد» (مردِ شل).
حروف اضافه هم در اصل پساوندی هستند ولی در اثر آمیختگی با فارسی، گاه پیشاوندی شده‌اند، مثل «خدا رسولیا واته بی» (خدا به رسول گفته بود) یا «نماژده» (در نماز) و «اژه کو در آسه» (از آنجا برآید).
| شخص  | شخص | فاعلی       | رایی                  | بایی | ملکی               |
| ---- | --- | ----------- | --------------------- | ---- | ------------------ |
| مفرد | ۱   | من          | مُنه، مُنَ               | منیا | مُنِن                |
| مفرد | ۲   | تو          | تُوَ                    | تیا  | تِن، تین، تنی       |
| مفرد | ۳   | خو          | خُوَ، خوه، خوا          | خُیا  | خوِن، خوِیَن          |
| جمع  | ۱   | امه         | اَمَوَ                   | اَمیا | اَمین، امن          |
| جمع  | ۲   | شُمه، شما    | شمَوَ                   |      |                    |
| جمع  | ۳   | خُنان، اونان | خُنانه، اونانه، اوهاوه | خُنیا | خُنانِن، خُنان، خنانه |

علاوه بر ضمایر شخصی فوق، ضمیر مشترک «خوشتن» یا «خشتن» کاربرد داشت، برای مثال «من خوشتنه چینده هدین» (من خود را زنده می‌دیدم). ضمایر و قیود اشاره عبارتند از «اِ» و «ان» (این)، «اِکُو» و «انکو» (اینجا)، «اَ» (آن)، «اَکوُ» (آنجا).
از قیدها و ادات پرکاربرد «کی» (که، موصول)، «کُوکُو» (کجا)، «کامن» (کدام)، «کو» یا شاید «گو» (باید)، «ابی» یا «ادی» و «واژ» یا «واز» (باز، دوباره)، «دیر» (دیگر)، «اسا» (اکنون)، «پش» (پس)، «اَپَش» (بعد)، «اِزِن» یا «ازین» یا «اژن» (چنین)، «همازن» یا «همزن» (همچنین، چون)، «اژیرا» (زیرا) هستند.
شناسه مطابق با دیگر زبان‌های کاسپی، در دو گروه زمان‌های حال و زمان‌های گذشته تقسیم می‌شوند. در وجه امری شناسهٔ مفرد صفر و شناسه‌ی جمع «‍ید» و «‍یه» است:
| شخص  | شخص | مضارع اخباری و التزامی | ماضی ساده و نقلی |
| ---- | --- | ---------------------- | ---------------- |
| مفرد | ۱   | من                     | ‍ان، ‍ن              |
| مفرد | ۲   | ‍ی، ‍ا                     | ‌ا، ‍یا             |
| مفرد | ۳   | ‍ه، ی، ‍د                  | ‍ی                 |
| جمع  | ۱   | -                      | -                |
| جمع  | ۲   | ‍ید                      | ‍نی، ‍انی            |
| جمع  | ۳   | ‍نه، ‍ن، ‍ان، ‍ند، ‍یند          | ‍ند، ‍یند            |

نحو گرگانی ارگاتیو ندارد. بن مضارع بر دو پایه مضارع و ماضی شکل می‌گیرد، مثلاً «ساز- سات‍» (ساختن)، «خواز-: خواشت‍» (خواستن)، «وین‍: دی‍» (دیدن)، «آس‍: آهی‍» (آمدن)، «جن‍: جی‍» (زدن) و «کر-: کی‍» (کردن). در افعال باقاعده بن ماضی با افزودن «ی» به بن مضارع ساخته می‌شود. بن سببی هم با پسوند «‍ان» از بن مضارع به دست می‌آید، به طور مثال «بسوژنه» (بسوزاند) یا «بیاموژن» (بیاموز).
مصدر با پسوندهای «‍ان» و «‍ـَن» و اسم مفعول با پسوندهای «‍ا» و «‍ه» از بن ماضی ساخته می‌شوند، مثلاً «اشتان» (ایستادن) و «اشتا» (ایستاده)، «آهِیَن» (آمدن) و «آهی» (آمده).
پیشوندهای قاموسی عبارتند از «ها»، «دَ»، «وَ»، «ور»، «وا»، «یَر» و «اِر»، به ترتیب برای نمونه «هاکر-» (کردن)، «دکیر-» (گرفتن)، «وریژ-» (ریختن)، «ورآس‍» (برآمدن)، «واوین‍» (بازدید کردن)، «یرآس‍» (فرود آمدن)، «اِرشو-» (فرستادن).
تکواژ «بـ» در ابتدای افعال به صورت صرفی و همراه با فتحه آمده‌است که احتمالاً همچون زبان مازندرانی، به صورت واکه بی‌رنگ (bə) تلفظ می‌شده‌است. 
جزء صرفی «هیـ» یا «همیـ» برای نمود استمراری بودن یا ناکامل بودن فعل، استفاده می‌شد و اولی ابتدای فعل‌های صامت و دومی پیش از فعل‌های مصوت می‌آمد، مثل «هکره» یا «هیکره» (می‌کند) و «هکی» یا «هیکی» (می‌کرد)، «همیاسه» (می‌آید) و «همیاهی» (می‌آمد). البته هر دو جزء صرفی در افعال دارای پیشوند قاموسی، حذف می‌شوند، مثل «هاکریه» (بکنید) و «دمیاسه» (در می‌آید).
نفی با «نـ» و نهی با «مَـ» پیش از بن مضارع مشخص می‌شوند، مثل «نواژه» (نگوید)، «بنکره» (نکند) و «مزان» (مدان)، «دمَکَر» (مکن).
ماضی بعید و ماضی التزامی با صفت مفعولی و صیغه‌های گذشته و التزامی «بودن» صرف می‌شوند، همچون «آهی بی» (آمده بود) و «آهی بو» (آمده باشد).
زمان آینده با فعل معین «کامـ» و مصدر کامل یا مرخم ساخته می‌شد، مانند «کامان آهین» (خواهم آمد)، «کامه بین» (خواهد بودن)، «کامه بی» (خواهد بود)، «نکامه ماندن» (نخواهد ماندن).
وجه شرطی به صورت «بن ماضی + ند + شناسه سوم شخص مفرد» ترکیب می‌شده‌است. مثلاً «اکر خلقت مرد همازن بندی که خلقت جن...» (اگر خلقت مرد همچنان بودی که خلقت زن...)، «آواژی از آو وراهی ازن که من احساس کین که مکر زمین بَوِسنی» (آوازی از آب برآمد، چنان‌که من احساس کردم که مگر زمین بگسیخت)

| شخص                                                                       | شخص | مضارع التزامی | مضارع اخباری  | ماضی ساده       | ماضی استمراری |
| ------------------------------------------------------------------------- | --- | ------------- | ------------- | --------------- | ------------- |
| مفرد                                                                      | ۱   | بآژآن         |               | (بـ)واتن، باتن  | هواتن         |
| مفرد                                                                      | ۲   | بـ(و)اژی      | هِوِی، هِوا      | واتا            |               |
| مفرد                                                                      | ۳   | واژه، باژه    | هوا(ژه)، هویه | واتی، باتی      | هواتی         |
| جمع                                                                       | ۱   |               | هِوِینه         |                 |               |
| جمع                                                                       | ۲   |               |               | واتانی          |               |
| جمع                                                                       | ۳   | واژند، باژند  | هِوِیند         | واتنـ(د)، باتند | هواتند        |
| امر: «واژ» یا «باژ»/ نهی: «مواژ»/ صفت مفعولی: «واته»/ صفت فاعلی: «واژنده» |     |               |               |                 |               |

| شخص  | شخص | مضارع التزامی | مضارع اخباری | ماضی ساده | ماضی استمراری |
| ---- | --- | ------------- | ------------ | --------- | ------------- |
| مفرد | ۱   | بکران         | هِکران        | بکین      | هیکن          |
| مفرد | ۲   |               | هِکَری         | بکیا      |               |
| مفرد | ۳   | بکَرَه          | هِکَرَه         | بکی       | هکی           |
| جمع  | ۳   | بکرند         | هکرند        | بَکیند     | هیکند         |